# Richard Hering (Koch)
Richard Hering (* 18. November 1873 in Wien; † 25. März 1936 ebenda) war ein österreichischer Koch. Seine besondere Leistung bestand darin, das heute noch verwendete Standardwerk für Köche – Lexikon der Küche – 1907 erstmals herausgegeben zu haben.
Hering war zu diesem Zeitpunkt Küchendirektor im Wiener Hotel Bristol und später im Wiener Hotel Metropol. Beide Hotels fielen dem Zweiten Weltkrieg zum Opfer. Hering blieb unverheiratet.